# Antagonista del recettore per l'angiotensina II

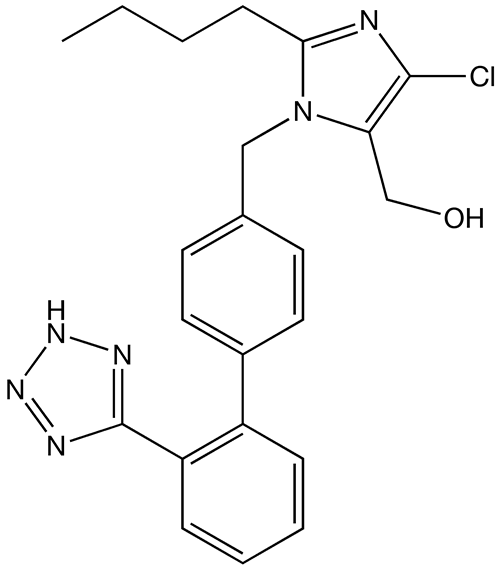
Struttura del losartan, il primo bloccante del recettore per l'angiotensina

Gli antagonisti (o bloccanti) del recettore dell'angiotensina II, conosciuti anche come sartani, antagonisti del recettore AT1, o ARB (dall'inglese angiotensin receptor blockers), sono un gruppo di farmaci che modulano il sistema renina-angiotensina. Vengono impiegati principalmente in caso di ipertensione, di nefropatia diabetica e di insufficienza cardiaca.

## Struttura
Il losartan, l'irbesartan, l'olmesartan, il candesartan e il telmisartan includono nella loro struttura un gruppo tetrazolico (un anello formato da quattro atomi di azoto e da un atomo di carbonio) e uno o due gruppi imidazolici. Il valsartan, invece, nella sua struttura include solo un gruppo tetrazolico.

## Meccanismo di azione
I sartani sono antagonisti del recettore AT1, ovvero bloccano l'attivazione dei recettori AT1 dell'angiotensina II. Questo provoca direttamente tra le altre cose vasodilatazione, riduzione della secrezione di vasopressina, riduzione della sintesi e secrezione di aldosterone. L'effetto combinato di questo è l'abbassamento della pressione sanguigna.
I sartani non sono ligandi reversibili, ma ad alta affinità, per i recettori dell'angiotensina, agendo non solo su AT1 ma anche su AT2, sebbene in misura molto minore. La loro attività nei confronti del recettore è decrescente nel corso del tempo, quindi il loro  legame è sempre più reversibile col passare delle ore. Questo è utile perché permette di correlare l'intensità del farmaco con i suoi effetti, d'altro canto pone il problema dell'emivita del farmaco.
L'efficacia specifica di ogni bloccante per il recettore dell'angiotensina dipende da tre parametri farmacodinamici e farmacocinetici. Affinché il farmaco risulti efficace è necessaria la presenza contemporanea di tutti e tre tali parametri a un livello sufficiente.

### Effetti
Gli effetti degli ARB che bloccando il recettore dell'angiotensina II sono:	
- blocco della contrazione della muscolatura liscia vasale;
- blocco delle risposte pressorie periferiche (rapide e lente);
- blocco della sete;
- blocco del rilascio di vasopressina;
- blocco della secrezione di aldosterone e del rilascio di catecolammine;
- interferenza con il sistema che regola il flusso ematico a livello glomerulare, con alterazione della funzione renale.

### Inibizione pressoria
L'inibizione pressoria misura l'inibizione da parte del farmaco dell'effetto di innalzamento della pressione sanguigna dell'angiotensina II. I valori di questo effetto alla ventiquattresima ora per gli ARB provenienti dagli inserti della Food and Drug Administration statunitense sono i seguenti:
- Valsartan 80 mg 30%
- Telmisartan 80 mg 40%
- Losartan 100 mg 25-40%
- Irbesartan 150 mg 40%
- Irbesartan 300 mg 60%
- Olmesartan 20 mg 61%
- Olmesartan 40 mg 74%
- Candesartan 16/32 mg

### Affinità per il recettore AT1
L'affinità per i recettori AT1 rispetto a quella per i recettori AT2 è il secondo parametro importante per valutare l'efficacia di un farmaco antagonista del recettore dell'angiotensina II.
L'affinità specifica per AT1 indica quanto il farmaco sia attratto dal recettore corretto. I valori provenienti dagli inserti della Food and Drug Administration statunitense sono i seguenti:
- Losartan 1000
- Telmisartan 3000
- Irbesartan 8500
- Olmesartan 12500
- Valsartan 20000

### Emivita
Il terzo parametro che condiziona l'efficacia complessiva di un ARB è la sua emivita biologica. I valori provenienti dagli inserti della Food and Drug Administration statunitense sono i seguenti:
- Valsartan 6
- Losartan 6-9
- Irbesartan 11-15
- Olmesartan 13
- Telmisartan 24

## Impiego
I sartani vengono soprattutto usati nel controllo dell'ipertensione in soggetti che non riescono a tollerare gli ACE inibitori. Infatti, l'enzima di conversione dell'angiotensina è anche responsabile della degradazione della bradichinina che, giocoforza, aumenta durante la terapia con ACE inibitori provocando edema e tosse stizzosa. I sartani, agendo direttamente sul recettore per l'angiotensina II, valicano questo effetto avverso innescando comunque una risposta ipotensiva. Conseguentemente alla diversa capacità di blocco, è stato documentato come i diversi sartani abbiano un effetto diverso sul controllo della pressione. Recentemente il candesartan è stato usato nella terapia dell'insufficienza cardiaca; il razionale consiste nell'impedire il rimodellamento patologico del tessuto cardiaco in corso di sovraccarico cronico di volume/pressione. Al di là di questi utilizzi, i sartani sono impiegati nella gestione della nefropatia diabetica in quanto, al pari degli ACE inibitori, permettono lo scarico pressorio del glomerulo renale dilatando l'arteriola efferente. Il candesartan è anche utilizzato in alcuni protocolli sperimentali per la prevenzione degli attacchi di emicrania.
Alcuni di questi farmaci hanno anche un effetto uricosurico.
Nel 2008 è stata riportata una possibile associazione tra l'utilizzo di sartani e la malattia di Alzheimer; tuttavia, uno studio retrospettivo su 5 milioni di pazienti in terapia cronica anti-ipertensiva ha mostrato come, rispetto ai soggetti che fanno uso di altri agenti ipertensivi, i pazienti in terapia con sartani hanno una probabilità del 35-40% inferiore di ammalarsi di malattia di Alzheimer (pubblicati i dati preliminari).
I sartani possono essere particolarmente utili per sostituire gli ACE-inibitori nei soggetti con tosse e angioedema. Con il progressivo venir meno della protezione brevettuale stanno arrivando in commercio anche i medicinali equivalenti di molti sartani, fatto che ne ha permesso una più ampia diffusione. Dal rapporto OsMed gennaio-settembre 2011 pubblicato dall'AIFA, infatti, risulta come i farmaci più prescritti nell'ambito del sistema cardiovascolare continuano a essere gli ACE-inibitori, da soli e associati, con 116,5 dosi definite die (DDD) seguiti dai sartani, soli e associati, a 93,4 DDD.

## Effetti avversi
Questa classe farmacologia è di solito ben tollerata. Gli effetti avversi comuni sono: vertigini, cefalea e/o iperkaliemia.
Meno frequentemente sono stati riscontrati: ipotensione ortostatica (prima dose), rash, diarrea, dispnea, alterazione della funzionalità epatica, crampi muscolari, mialgia, insonnia, anemia, danno renale, faringite, congestione nasale e, in alcuni soggetti intolleranti agli ACE inibitori, angioedema.
I sartani sono farmaci teratogeni, quindi non si usano in gravidanza o in pazienti che ne desiderano una a breve.

### Ruolo nell'infarto del miocardio
Sono in corso diversi studi per stabilire se i sartani siano in grado di prevenire l'infarto del miocardio. Alcuni studi hanno mostrato come i sartani possano aumentare i rischio di infarto. Tuttavia, altri studi hanno mostrato come l'assunzione di sartani non provochi un aumento del rischio. A oggi, non ci sono evidenze significative sull'aumento di rischio e ulteriori studi sono in sviluppo.
Il blocco dei recettori AT1 innesca conseguentemente un aumento dei livelli di angiotensina II circolante, con possibile sovrastimolazione dei recettori AT2. Purtroppo, recenti studi hanno dimostrato come questo legame possa provocare proliferazione cellulare, fibrosi e ipertrofia, con effetto pro-aterogenetico e pro-infiammatorio.